# Rue de la Populaire
La rue de la Populaire est une rue piétonnière de l'îlot Saint-Michel dans le quartier du centre à Liège en Belgique.

## Odonymie

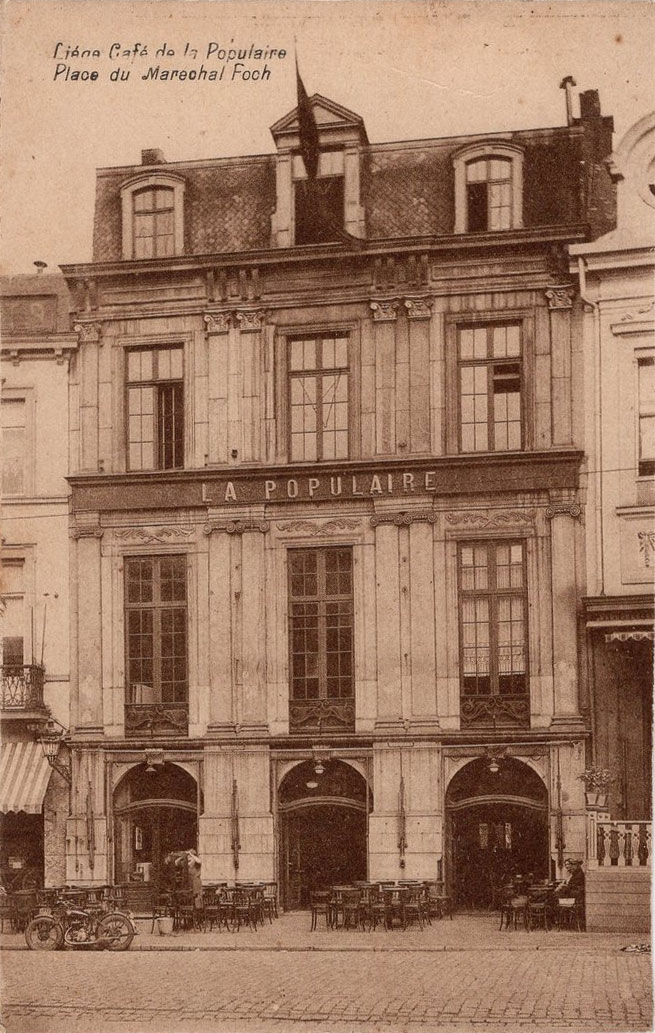
Carte postale de La Populaire.

Elle fait référence à La Populaire, bâtiment de 1662 d'abord connu comme l'hôtel de Méan, puis maison du peuple fondée en 1887 et transformée en 1898. Elle était située auparavant sur la première place Verte (devenue la rue Joffre), dans le pâté de maisons détruit dans les années 1970 qui se trouvait à la place de l'actuel îlot Saint-Michel. La façade du bâtiment, démontée dans le but d'être reconstruite ailleurs, attend toujours, au XXIe siècle, son nouvel emplacement.

## Voies adjacentes
- Rue Saint-Michel
- Rue Joffre